# Golf With Your Friends
『Golf With Your Friends』（ゴルフ ウィズ ユア フレンズ）は、オーストラリアのゲーム開発スタジオBlacklight Interactiveが開発しTeam17より2020年5月19日に発売されたゴルフゲーム。

## 概要
プレイヤー自身がゴルフボールになってコースを回るという変わり種の作品。最大12人のオンラインマルチプレイに対応し各自が順番待ちすること無くリアルタイムで進めていくシステムが特徴で、火山、博物館、オアシスなどの様々な仕掛けが施されたコースを舞台に、アイテムも駆使しながらいち早くカップに入ることを目指す。
本作と同じくTeam17より発売されたゲーム作品とのコラボレーションとして、『Worms』と『The Escapists』をモチーフにしたコースが含まれている。

## 評価
- Steamアワード2016「フレンドとプレイしたいで賞」ノミネート[5]